# Max Marcuse
Max Marcuse (* 14. April 1877 in Berlin; † 24. oder 27. Juni 1963 in Tel Aviv oder Jerusalem) war ein deutscher Dermatologe und Sexualwissenschaftler.

## Leben
Max Marcuse war jüdischer Abstammung. Er besuchte das Sophiengymnasium und dann das Friedrich-Wilhelms-Gymnasium, an dem er 1895 sein Abitur ablegte. Er studierte dann und hörte Hertwig, Georg Klemperer, Hermann Senator, Heinrich Wilhelm Waldeyer und Warburg in Berlin, Geigel und Ferdinand Riedinger in Würzburg und Alfred Hegar und Hugo Sellheim in Freiburg. Aus dieser Zeit stammten die Schmisse in seinem Gesicht, die er sich in seiner Mitgliedschaft in einer Studentenverbindung zuzog. Er promovierte im Jahr 1900 in Berlin.
Albert Neisser verwies die Bewerbung Marcuses an dessen Schüler Josef Jadassohn. Dort arbeitete er als unbezahlter Volontärarzt von Oktober 1900 bis Ende September 1901. Er wurde im Dezember 1901 in Berlin mit einer Arbeit aus dem Bereich der Dermatologie promoviert. Danach war er bis zum Sommer 1902 in der privaten Poliklinik für Haut- und Geschlechtskrankheiten Alfred Blaschkos in Berlin beschäftigt. Ab September 1902 war Marcuse Hilfsarzt in der Hautkranken-Station des Frankfurter Städtischen Krankenhauses, das von Karl Herxheimer geleitet wurde. Im Februar 1903 verließ er das Krankenhaus, nachdem Marcuse und Herxheimer bei der Besetzung einer Sekundärarztstelle zugunsten eines Stadtratssohns übergangen worden waren. Danach ließ er sich 1904/05 als Arzt für Geschlechtskrankheiten und Sexualstörungen in Berlin nieder.

„Marcuses Hauptleistung aber ist eine Aktivität, die disziplinäre Fundierung der Sexualwissenschaft genannt werden könnte. Dazu gehören vor allem seine Gründungs- und Editionsaktivitäten […], die aus der verstreuten Sexualforschung ein Fach mit eigenen Fachgesellschaften und Fachzeitschriften, ja sogar mit Lehr- und Handbüchern zu machen geeignet waren.“

Am 26. Februar 1905 gehörte Max Marcuse in Berlin zu den Mitbegründern des Bundes für Mutterschutz, der sich 1908 in Deutscher Bund für Mutterschutz und Sexualreform umbenannte. Marcuse wurde in den Bundesvorstand gewählt und war zugleich Mitglied des Vorstandes der Berliner Ortsgruppe. Ende 1907 übertrug ihm der Verlag der Zeitschrift zur Reform der sexuellen Ethik die Redaktion, die zuvor Helene Stöcker innehatte. Marcuse setzte für die Zeitschrift nunmehr den Titel Sexual-Probleme ein, ohne Helene Stöcker über die Entscheidung zu informieren. Daraufhin kam es zum Ausschluss von Marcuse auf einer außerordentlichen Generalversammlung des Bundes für Mutterschutz. Marcuse reagierte mit heftigen Angriffen – auch in seiner Zeitschrift.
Marcuse betrieb den Titel Sexual-Probleme als eine Zeitschrift für Sozialwissenschaft und Sexualpolitik weiter. Schon im Jahr 1909 kooperierte er mit der Zeitschrift für Sexualwissenschaft, die Magnus Hirschfeld Ende 1908 gegründet hatte, die aber bald ihr Erscheinen wieder einstellen musste. Hirschfeld zählte dann gemeinsam mit Sigmund Freud, Eduard Bernstein, Christian von Ehrenfels, Havelock Ellis und weiteren Autoren zu den ständigen Mitarbeitern der Zeitschrift Sexual=Probleme.
Nachdem Magnus Hirschfeld, Iwan Bloch und Albert Eulenburg 1913 mit der Ärztlichen Gesellschaft für Sexualwissenschaft und Eugenik die erste sexologische Gesellschaft gegründet hatten, reagierte der konservative Wissenschaftler Albert Moll im selben Jahr in Berlin mit der Gründung der Internationalen Gesellschaft für Sexualforschung.
Im Jahr 1914 begründeten Eulenburg und Bloch die Zeitschrift für Sexualwissenschaft. Mit der Herausgabe beauftragte die Internationale Gesellschaft für Sexualforschung ein Kollektiv, dem auch Albert Moll und Max Marcuse angehörten. Außerdem redigierte Marcuse die Zeitschrift von 1919 bis 1932. Die Titelseite des Dezember-Heftes 1931 zeigte eine Erweiterung des Bereiches auf Zeitschrift für Sexualwissenschaft und Sexualpolitik. Die Zeitschrift hatte inzwischen den Status eines Mitteilungsblattes bekommen, das nunmehr von Max Marcuse herausgegeben wurde. Als ständige Mitarbeiter waren – neben anderen Autoren – folgende Wissenschaftler genannt: Max Dessoir, Sigmund Freud, Josef Jadassohn, Albert Moll, Hugo Sellheim, Sebald Rudolf Steinmetz und Leopold von Wiese.
Nach den Bücherverbrennungen im April und Mai 1933 emigrierte Max Marcuse nach Palästina und blieb – nach der Gründung des Staates Israel – dort.
Er verstarb am 24. Juni 1963 in seiner Wohnung in Tel Aviv – in „eli-lenti“, was im Althochdeutschen so viel wie „in einem fremden Land“ bedeutet.

## Familie
Sein Vater Carl Marcuse (1831–1906) war Kaufmann, und seine Mutter Johanna, geb. Labus (1840–1912), kam aus einer Mühlenbesitzersfamilie. Marcuse hatte zwei Schwestern: Hedwig (1861–1875) und Lina (1864–1938). Marcuse selbst war mehrmals verheiratet. 1905 heiratete er Helene Frida Elisabeth Kohl (1880–1961). Der Ehe, die nach mehr als zwanzig Jahren geschieden wurde, entstammt Yohanan Meroz (1920–2006), ehemaliger Botschafter des Staates Israel in der Bundesrepublik Deutschland und der Schweiz. Auf dem 14. Kongress der Deutschen Gesellschaft für Sozialwissenschaftliche Sexualforschung (DGSS) vom 29. Juni bis 2. Juli 2000 in Berlin hielt Yohanan Meroz eine Rede About my Father Max Marcuse 1877–1963. (Yohanan Meroz war 1988 der Laudator anlässlich der Verleihung des Friedenspreises des Deutschen Buchhandels an Siegfried Lenz.)
1936 heiratete Max Marcuse Grete Seelenfreund, geb. Freudenthal. Sie hatte bereits 1933 mit ihrem ersten Ehemann Deutschland verlassen, um nach Palästina zu gehen. 1945 wurde diese Ehe ebenfalls geschieden. Während Grete ein weiteres Mal heiratete, ging Max Marcuse keine weitere Ehe ein.
Marcuses jüngerer Sohn, Michael Meroz, studierte Veterinärmedizin und promovierte 1962 an der Universität Bern mit einer Abhandlung über „die künstliche Besamung des Rindes“ in Israel zum Dr. med. vet. (Meroz, 1962). Er war bis zu seiner Pensionierung 1996 im israelischen Landwirtschaftsministerium als Chefarzt für Geflügelkrankheiten tätig und ist heute ein international angesehener Experte.
Die Journalistin Sibylle Krause-Burger beschrieb in ihrer 2007 erschienenen Familiengeschichte den Vetter ihres Großvaters.

## Schriften (Auswahl)
Autor

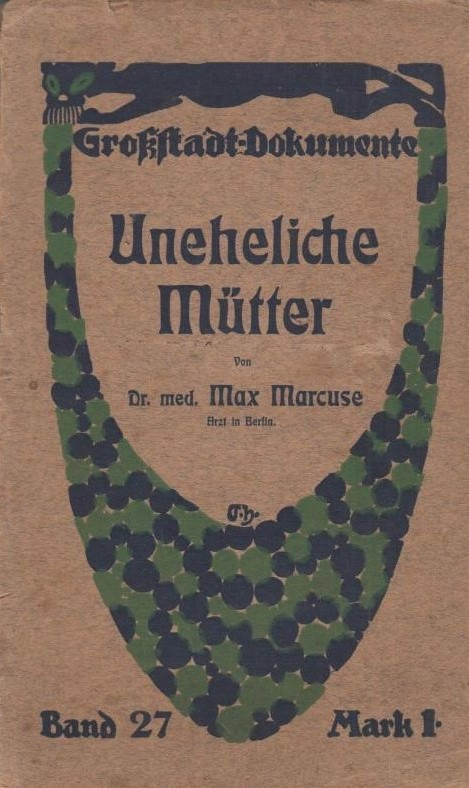
Max Marcuse: Uneheliche Mütter, aus der Reihe Großstadt-Dokumente, Band 27

- Hautkrankheiten und Sexualität. Urban und Schwarzenberg, Berlin/Wien 1907.
- Der Bund für Mutterschutz. In: Sexual-Probleme: Zeitschrift für Sexualwissenschaft und Sexualpolitik. Jg. 4 (1908), H. 4, S. 35–37.
- Uneheliche Mütter. Seemann, Berlin 1910.
- Die Gefahren der sexuellen Abstinenz für die Gesundheit. Separatdruck aus: Zeitschrift für Bekämpfung der Geschlechtskrankheiten. Bd. 11, H. 3 u. 4. Barth, Leipzig 1910.
- Vom Inzest (= Juristisch-psychiatrische Grenzfragen. Bd. 10). Marhold, Halle 1915.
- Der eheliche Präventivverkehr: Seine Verbreitung, Verursachung und Methodik. Dargestellt und beleuchtet an 300 Ehen. Enke, Stuttgart 1917.
- Wandlungen des Fortpflanzungs-Gedankens und -Willens (= Abhandlungen aus dem Gebiete der Sexualforschung. Bd. 1, H. 1). Marcus und Weber, Bonn 1918.
- Die sexuologische Bedeutung der Zeugungs- und Empfängnisverhütung in der Ehe. Enke, Stuttgart 1919.
- Über die Fruchtbarkeit der christlich-jüdischen Mischehe. Ein Vortrag (= Abhandlungen aus dem Gebiete der Sexualforschung. Bd. 2, H. 4). Marcus und Weber, Bonn 1920.

Herausgaben
- Handwörterbuch der Sexualwissenschaft. Enzyklopädie der natur- und kulturwissenschaftlichen Sexualkunde des Menschen. Marcus und Weber, Bonn 1923; 2., stark vermehrte Auflage ebenda 1926. Neuausgabe der 2. Auflage: Einleitung von Robert Jütte. De Gruyter, Berlin / New York 2001.
- Die Ehe. Ihre Physiologie, Psychologie, Hygiene und Eugenik. Ein biologisches Ehebuch. Marcus und Weber/W. de Gruyter & Co., Berlin 1927.

Redakteur
- Dokumentation des 1. Kongresses der Internationalen Gesellschaft für Sexualforschung vom 10. bis 16. Oktober 1926 in Berlin. Marcus und Weber, Berlin/Köln 1928.